# 12 Heures de Sebring 1977
Navigation
Édition précédente Édition suivante
Les 12 Heures de Sebring 1977 sont la 25e édition de l'épreuve et la 2e manche du championnat IMSA GT 1977. Elles ont été remportées le 19 mars 1977 par la Porsche Carrera RSR no 30 pilotée par George Dyer et Brad Frisselle.

## Circuit

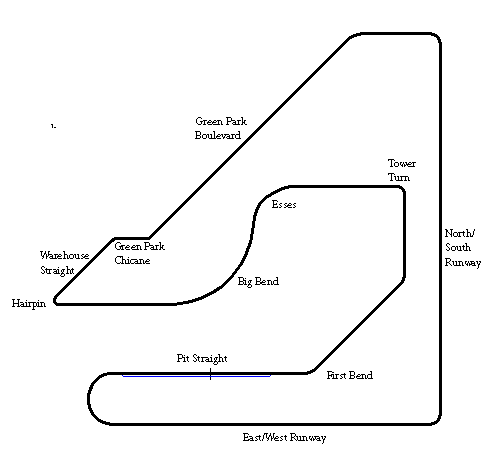
Le Sebring International Raceway, cadre des 12 Heures de Sebring 1977.

Les 12 Heures de Sebring 1977 se déroulent sur le Sebring International Raceway situé en Floride. Il est composé de deux longues lignes droites, séparées par des courbes rapides ainsi que quelques chicanes. Le tracé actuel diffère de celui de l'époque. Ce tracé a un grand passé historique car il est utilisé pour des courses automobiles depuis 1950. Ce circuit est célèbre car il a accueilli la Formule 1.

## Résultats
Voici le classement au terme de la course.
- Les vainqueurs de chaque catégorie sont signalés par un fond jauni. Il n’y a que deux catégories classées à l'arrivée, les GTO et les GTU.

| 1           | GTO | 30 | George Dyer Racing            | George Dyer Brad Frisselle                      | Porsche Carrera RSR    | 234 |
| 2           | GTO | 58 | Diego Febles Racing           | Diego Febles Hiram Cruz                         | Porsche Carrera RSR    | 229 |
| 3           | GTO | 61 | Brumos Racing                 | Jim Busby Peter Gregg                           | Porsche 934/5          | 229 |
| 4           | GTO | 09 | Belcher Racing                | John Gunn Gary Belcher                          | Porsche 934/5          | 228 |
| 5           | GTO | 0  | Vasek Polak Interscope Racing | Danny Ongais Ted Field Hurley Haywood           | Porsche 934/5          | 218 |
| 6           | GTO | 9  | Bytzek Automotive             | Rudy Bartling Klaus Bytzek                      | Porsche Carrera RSR    | 217 |
| 7           | GTO | 24 | Executive Industries          | Tom Frank Carl Shafer                           | Porsche Carrera RSR    | 214 |
| 8           | GTU | 50 | Motex Auto                    | Gerhard Hirsch Fritz Hochreuter Rainer Brezinka | Porsche 911S           | 203 |
| 9           | GTU | 27 | Miami Auto Racing             | Ray Mummery Jack Refenning Joseph Hamilton      | Porsche 911S           | 203 |
| 10          | GTO | 07 | Morrison's Inc.               | Charles Mendez (de) Dave Cowart                 | Porsche Carrera RSR    | 197 |
| 11          | GTO | 78 |                               | Phil Francis Eugenio Matienzo Tom Nowling       | Chevrolet Camaro       | 196 |
| 12          | GTO | 39 | Wiley Doran                   | Wiley Doran Jim Barnett Charles Pelz            | Chevrolet Corvette     | 194 |
| 13          | GTU | 11 | Motoring Enthusiasts          | Gary Nylander Bobbee Nylander Michael Hammond   | Porsche 911S           | 191 |
| 14          | GTU | 70 | Race Car                      | Marion Speer (de) Windle Turley                 | Porsche 911S           | 188 |
| 15          | GTU | 60 | R & R Racing                  | Rusty Bond Ren Tilton                           | Porsche 911S           | 187 |
| 16          | GTO | 72 | Bill Arnold                   | Bill Arnold Billy Hagan                         | Chevrolet Corvette     | 185 |
| 17          | GTO | 65 | Modena Sports Cars            | John Morton Bobby Carradine                     | Ferrari 365 GTB/4      | 184 |
| 18          | GTU | 01 | Sports Ltd. Racing            | Bob Bergstrom Jim Cook                          | Porsche 911S           | 183 |
| 19          | GTU | 06 | Morrison's Inc.               | Dave Panaccione Gary Mesnick Dana Roehrig       | Porsche 911T           | 182 |
| 20          | GTU | 7  | Hallet Motor Racing Circuit   | Anatoly Arutunoff José Marina Brian Goellnicht  | Lancia Stratos         | 178 |
| 21          | GTO | 49 | Fillingham Racing             | Sam Fillingham K. P. Jones Mike Williamson      | Chevrolet Corvette     | 175 |
| 22          | GTO | 76 | Mancuso Chevrolet             | John Greenwood Burt Greenwood Rick Mancuso      | Chevrolet Corvette     | 167 |
| 23          | GTO | 82 | Tom Ross                      | Tom Ross Paul Tavilla                           | Ford Mustang           | 161 |
| 24          | GTU | 85 | John Hulen                    | John Hulen Ron Coupland Dave Causey             | Porsche 914/6          | 157 |
| 25          | GTU | 2  | Bill Freeman                  | Bill Freeman Paul Newman                        | Porsche 911S           | 150 |
| 26          | GTU | 08 | Busch Beer                    | Terry Wolters Lawrence Pleasants                | Porsche 911S           | 144 |
| 27          | GTO | 44 | Neil Potter                   | Neil Potter William Boyer                       | Ford Mustang           | 142 |
| 28          | GTO | 18 | Terry Wolters                 | Jack Swanson Wayne Miller                       | Chevrolet Camaro       | 138 |
| 29          | GTU | 03 |                               | Ron Oyler Carlos Muratti Martinas Smit          | Renault R12            | 109 |
| Abandons    |     |    |                               |                                                 |                        |     |
| 30          | GTO | 05 | Red Roof Inns Inc.            | Jim Trueman Jerry Thompson Donald Yenko         | Chevrolet Monza        | 172 |
| 31          | GTU | 51 | Kirby-Hitchcock Racing        | Robert Kirby John Hotchkis                      | Porsche 914/6          | 164 |
| 32          | GTO | 94 | Tony Ansley                   | Tony Ansley Charles Gano Ron Connelly           | Chevrolet Corvette     | 160 |
| 33          | GTO | 73 | Howey Farms                   | Clark Howey Dale Koch David Crabtree            | Chevrolet Corvette     | 157 |
| 34          | GTO | 64 | Ramsey Ferrari of SF          | Bob Bondurant Dick Smothers Milt Minter         | Ferrari 365 GTB/4      | 151 |
| 35          | GTO | 10 | Motex Auto                    | Hans Berner Willy Goebbels                      | Porsche Carrera        | 148 |
| 36          | GTU | 98 | Conrad Racing                 | Juan Montalvo Tony Garcia Jorge DeCardenas      | Porsche 911S           | 145 |
| 37          | GTO | 92 | Mike Tillson Motor Racing     | Mike Tillson David Olimpi                       | Porsche Carrera        | 135 |
| 38          | GTO | 46 | Mauricio de Narváez           | Mauricio de Narváez Albert Naon                 | Porsche Carrera RSR    | 130 |
| 39          | AC  | 17 | Chitwood Racing               | Tim Chitwood Vince Gimondo Joie Chitwood junior | Chevrolet Nova         | 128 |
| 40          | GTO | 15 | Javier Garcia                 | Javier Garcia Jack Baldwin George Garcia        | Chevrolet Corvette     | 125 |
| 41          | GTU | 77 | Bruce Jennings                | Bruce Jennings Bill Bean                        | Porsche 911S           | 123 |
| 42          | GTO | 31 | Kenneth LaGrow                | Paul Bowden Jimmy Tumbleston Kenneth LaGrow     | Chevrolet Camaro       | 122 |
| 43          | GTU | 22 | Angel's Auto World            | Bill King Jon Lehew                             | Datsun 240Z            | 120 |
| 44          | GTO | 80 | Carmon Solomone               | Fred Lang Carmon Solomone                       | Chevrolet Camaro       | 116 |
| 45          | GTO | 86 | Hugh Kleinpeter               | Hugh Kleinpeter Jef Stevens                     | De Tomaso Pantera      | 93  |
| 46          | GTU | 20 | Vince DiLella                 | Vince DiLella Manuel Cueto                      | Porsche 914/4          | 93  |
| 47          | GTU | 99 | George Shafer Craig Shafer    | George Shafer Craig Shafer Dick Scott           | Datsun 240Z            | 89  |
| 48          | GTO | 4  | B. R. Racing                  | Mark Leuzinger David Redszus Mike Van der Werff | De Tomaso Pantera      | 89  |
| 49          | GTU | 54 | Spirit Racing                 | Hal Sahlman Preston Henn Steve Cook             | Porsche 914/6          | 81  |
| 50          | GTU | 71 | The Foreign Exchange          | Tom Bagley Chip Mead                            | Porsche 911S           | 77  |
| 51          | GTO | 8  | Bob Beasley                   | Bob Beasley George Stone                        | Porsche Carrera RSR    | 74  |
| 52          | GTO | 1  | Harry Jones                   | Michael Keyser Harry Jones                      | Ferrari 365 GTB/4      | 66  |
| 53          | GTO | 36 | Motorcito Racing              | Tico Almeida Rene Rodriguez Manuel Quintana     | Chevrolet Camaro       | 62  |
| 54          | GTO | 48 | Autodyne                      | John Carusso Luis Sereix Emory Donaldson        | Chevrolet Corvette     | 59  |
| 55          | GTO | 68 | Rick Hay                      | Phil Currin Rick Hay Rob Hoskins                | Chevrolet Corvette     | 53  |
| 56          | GTO | 66 | Ralph Noseda                  | Ralph Noseda Richard Small Jeff Loving          | Chevrolet Camaro       | 49  |
| 57          | GTU | 67 | Havatampa Cigars              | Dave White David McClain                        | Porsche 911S           | 48  |
| 58          | GTU | 29 | Bonky Fernandez               | Bonky Fernandez Manuel Godinez Tato Ferrer      | Lotus Elan             | 47  |
| 59          | GTO | 55 | Rick Thompkins                | Jim Fitzgerald Rick Thompkins                   | Chevrolet Corvette     | 45  |
| 60          | GTO | 95 | Robert Davis                  | Marty Hinze Robert Davis                        | Chevrolet Corvette     | 42  |
| 61          | GTO | 41 | Jones Ind. Racing             | Herb Jones Steve Faul                           | Chevrolet Camaro       | 39  |
| 62          | GTU | 28 | Paul Spruell                  | Gene Budd Walter Johnston Paul Spruell          | Alfa Romeo Alfetta     | 38  |
| 63          | GTO | 40 | Shulnburg Scrap Metal         | Dave Heinz Robert Shulnburg John Brandt         | Chevrolet Corvette     | 38  |
| 64          | GTU | 5  | Pedro Vazquez                 | Pedro Vazquez Bill Wolfe Richard Weiss          | Porsche 911S           | 35  |
| 65          | GTO | 37 |                               | Rollie Walriven Slim Helson                     | Chevrolet Camaro       | 35  |
| 66          | GTU | 52 | Charles Kleinschmidt          | Charles Kleinschmidt Guido Levetto              | MGB GT                 | 33  |
| 67          | GTU | 26 | Alfa Romeo South              | Louis McAlpine Ernie Smith                      | Alfa Romeo Alfetta GTV | 26  |
| 68          | GTU | 88 |                               | Jim Borsos Dennis Aase                          | Porsche 911S           | 24  |
| 69          | GTO | 38 | John Paul                     | John Paul John O’Steen John Graves Bob Hagestad | Porsche Carrera RSR    | 13  |
| 70          | GTO | 79 |                               | Don Nooe Jim Stricklin                          | Shelby GT350           | 10  |
| 71          | GTO | 19 | Richard Bostyan               | Gene Felton Richard Bostyan Ray Kessler         | Chevrolet Corvette     | 9   |
| 72          | GTO | 57 | Starbrite                     | John Tunstall Chuck Wade                        | Porsche Carrera RSR    | 2   |
| Non-classés |     |    |                               |                                                 |                        |     |
| 73          | GTO | 00 | Interscope Racing             | Danny Ongais Ted Field                          | Porsche 934            |     |
| 74          | GTO | 04 | Bill Nelson senior            | Dale Kreider Bob DeMarco                        | Pontiac Astre          |     |
| 75          | GTO | 75 | Bob Christiansen              | Bob Christiansen Ossie DeLay                    | Chevrolet Camaro       |     |
| 76          | GTU | 83 | Bill Scott Racing             | Les Delano John Barringer                       | Porsche 911S           |     |
| 77          | GTO | 91 | Fred Werl                     | Fred Werl Jay Miller Dan Slodowick              | Ford Mustang           |     |
| 78          | GTU | 93 | Ralph Tolman                  | Ralph Tolman Jim Fitzgerald Mike Brockman       | Lotus Europa           |     |